# Emina Ilhami
Emina Ilhami (arab. ‏امینه الهامی‎, tur. Emine İlhami) lub Walida Pasza (tur. Vâlide Paşa; ur. 24 maja 1858 w Konstantynopolu/Stambule, zm. 19 czerwca 1931 tamże) – egipska księżniczka, córka Ibrahima Ilhamiego Paszy. 19 stycznia 1873 roku poślubiła Taufika Paszę – kedywa w latach 1879–1892.
Miała pięcioro dzieci: Abbasa, Muhammada Alego, Nazli, Hadice i Nimetullah.